# Projekt 1241
Projekt 1241 (v kódu NATO třída Tarantul) je třída raketových korvet (některé zdroje je kategorizují jako raketové čluny) sovětského námořnictva z doby studené války. Stavěny byly od roku 1977. Byly exportovány do řady dalších zemí. Z jejich konstrukce vychází též protiponorkové korvety Projektu 1241.2.

## Varianty

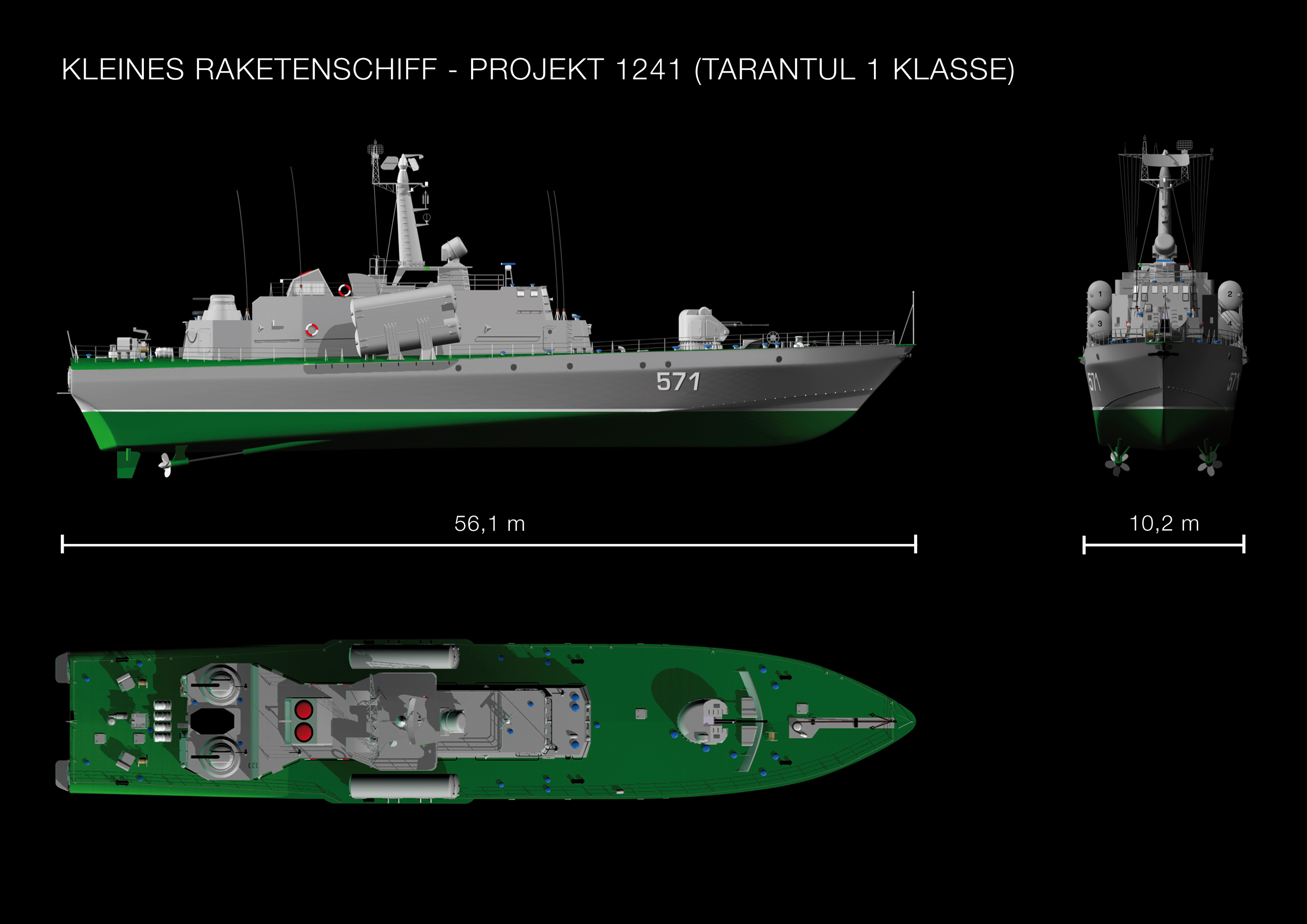
Nákres třídy

Výzbroj verze Tarantul I (Projekt 1241.RE) tvoří jeden dvouúčelový 76mm kanón AK-176 a dva systémy blízké obrany AK-630 v zadní části nástavby. K obraně proti vzdušným cílům slouží čtyřnásobné odpalovací zařízení protiletadlových řízených střel krátkého dosahu Strela-2. Údernou výzbrojí jsou dva dvojnásobné kontejnery protilodních střel P-15 Termit. Pohonný systém koncepce CODOG tvoří dvě plynové turbíny DR 77 a dva dieselové motory CM 504. Nejvyšší rychlost dosahuje 36 uzlů.
Vylepšená varianta Tarantul II (Projekt 1241.1) se liší pouze modernější elektronikou, což se pozná podle výrazného radomu střeleckého komplexu v prostoru nad velitelským můstkem. Poslední verze Tarantul III (Projekt 1241.1M) se liší odlišně tvarovaným stěžněm a mnohem účinnější údernou výzbrojí, kterou nově tvoří čtyři nadzvukové protilodní střely P-270 Moskit s dosahem 120 km.
Vietnamské čluny varianty Tarantul V (Projekt 1241.8) nesou jeden 76mm kanón AK-176M, dva 30mm kanóny AK-630M, 12 přenosných protiletadlových řízených střel Igla a šestnáct protilodních střel Ch-35. Vietnam by přitom rád získal střely Klub-N.

## Stavba
Export korvet projektu 1241:
| Jméno          | Verze          | Uživatel                      | Spuštěna    | Vstup do služby   | Status  |
| -------------- | -------------- | ----------------------------- | ----------- | ----------------- | ------- |
| HQ-375         | Projekt 1241.8 | Vietnamské lidové námořnictvo |             | 2007              | aktivní |
| HQ-376         | Projekt 1241.8 | Vietnamské lidové námořnictvo |             | 2008              | aktivní |
| HQ-377         | Projekt 1241.8 | Vietnamské lidové námořnictvo | březen 2013 | 20. července 2014 | aktivní |
| HQ-378         | Projekt 1241.8 | Vietnamské lidové námořnictvo | duben 2013  | 20. července 2014 | aktivní |
| HQ-379         | Projekt 1241.8 | Vietnamské lidové námořnictvo |             | 25. září 2015     | aktivní |
| HQ-380         | Projekt 1241.8 | Vietnamské lidové námořnictvo |             | 25. září 2015     | aktivní |
| HQ-382         | Projekt 1241.8 | Vietnamské lidové námořnictvo | duben 2016  | 9. října 2017     | aktivní |
| HQ-383         | Projekt 1241.8 | Vietnamské lidové námořnictvo | duben 2016  | 9. října 2017     | aktivní |
| Edermen (828)  | Projekt 1241.8 | Námořnictvo Turkmenistánu     |             | 2011              | aktivní |
| Gayratly (829) | Projekt 1241.8 | Námořnictvo Turkmenistánu     |             | 2011              | aktivní |

## Uživatelé

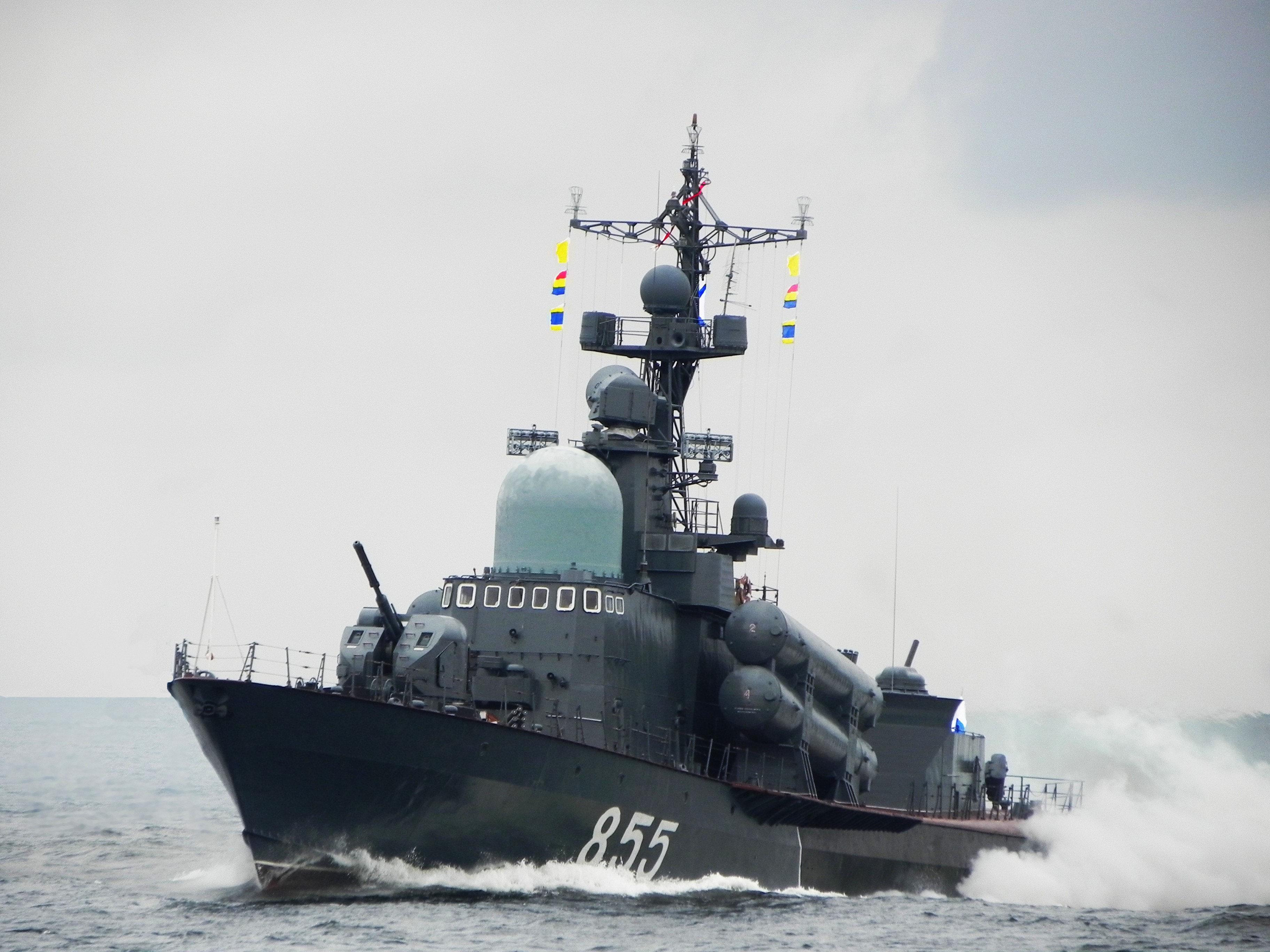
Korveta Zarečnij

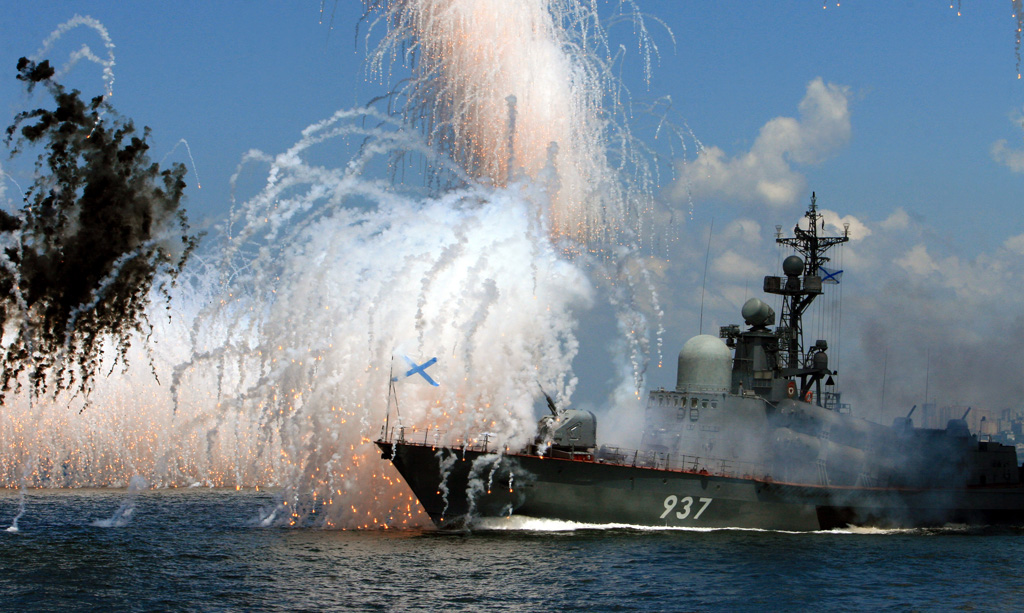
Ruská korveta během přehlídky

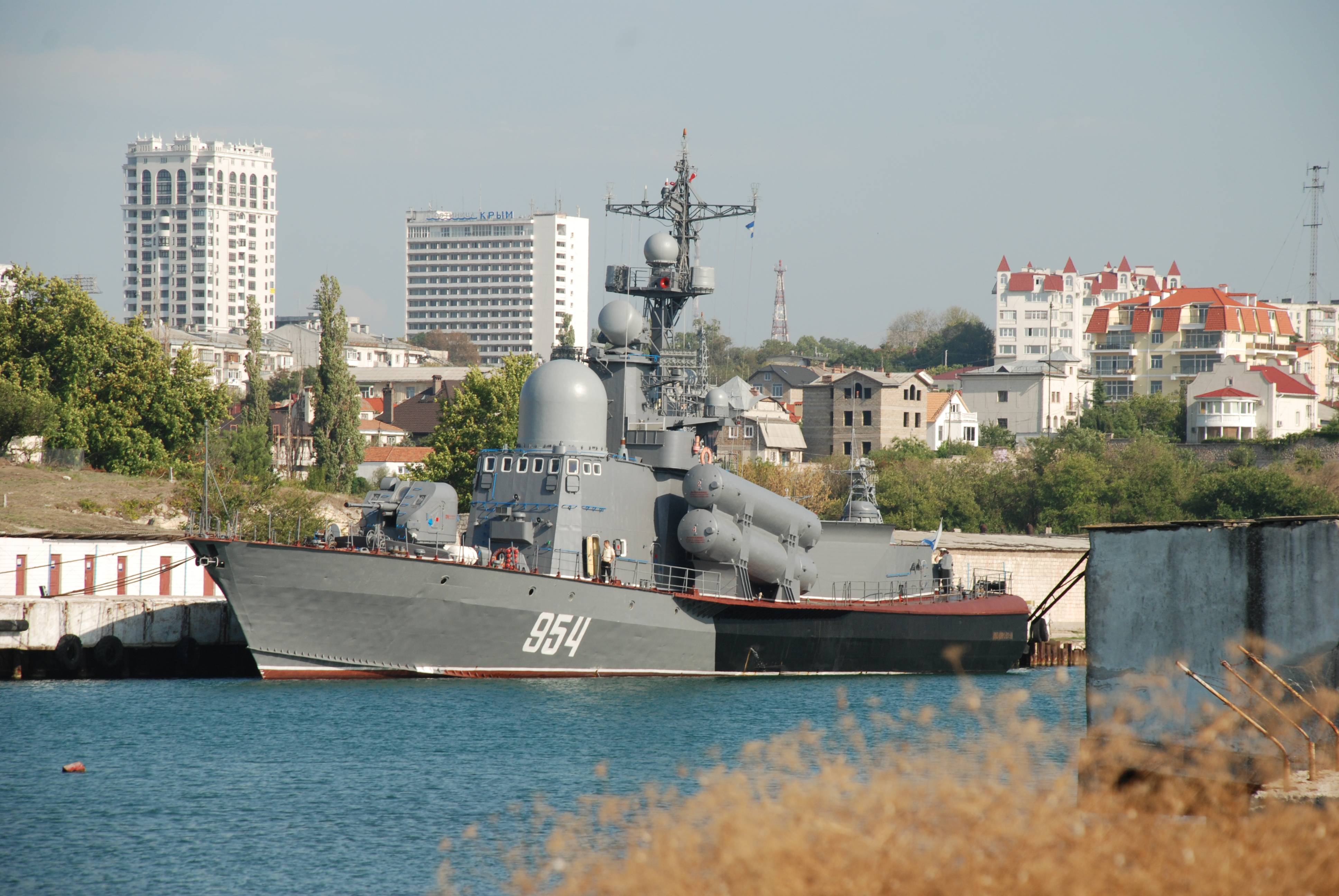
Korveta Ivanovec kotvící v Sevastopolu (2012), podle Ukrajiny potopena na přelomu ledna a února 2024

- Bulharsko – Bulharské námořnictvo provozuje jeden kus této třídy.
- Egypt – Egyptské námořnictvo v roce 2014 projevilo zájem o zakoupení ruské korvety P-32. Korveta byla do služby přijata v srpnu 2015.
- Indie – Indické námořnictvo v letech 1987-1997 zařadilo celkem 11 jednotek verze Tarantul I, sloužících jako třída Veer. Prvních pět dodalo Rusko a zbytek postavily domácí loděnice. V roce 2002 byly do služby zařazeny další dvě jednotky vylepšené verze Tarantul III.
- Jemen – Jemenské námořnictvo získalo v letech 1990–1991 dvě jednotky verze Tarantul I, které dostaly trupová čísla 124 a 125.
- NDR – Volksmarine získala pět člunů. Po sjednocení Německa byly vyřazeny a jeden dodán do USA ke zkouškám. Dnes je zachován jako muzeum.
- Polsko – Polské námořnictvo získalo v letech 1983–1989 čtyři jednotky verze Tarantul I, pojmenované Gornik, Hutnik, Metalowiec a Rolnik. Stále jsou v aktivní službě.
- Rumunsko – Rumunské námořnictvo v letech 1990–1991 zařadilo tři kusy verze Tarantul I, pojmenované Zborul, Tescarusul a Lastunul.
- Rusko – Ruské námořnictvo mělo k roku 2008 ještě dva kusy verze Tarantul I, 16 kusů verze Tarantul II a 28 kusů verze Tarantul III, celkem tedy 46 jednotek.

Ukrajinské ministerstvo obrany 1. února 2024 zveřejnilo video, které má zachycovat zničení ruské raketové korvety Ivanovec. Podle videa měla být loď opakovaně zasažena do trupu bezposádkovými hladinovými čluny, v důsledku poškození se převrátit na záď a potopit. K útoku mělo dojít v zátoce Donuzlav u západního pobřeží Krymu. Rusko událost nekomentovalo.
- Turkmenistán – Námořnictvo Turkmenistánu zakoupilo dvě jednotky projektu 1241.8. Dodány byly roku 2011.[9]
- Ukrajina – Ukrajinské námořnictvo po rozpadu SSSR získalo dva kusy verze Tarantul II.
- Vietnam – Vietnamské lidové námořnictvo získalo roku 1994 dva kusy verze Tarantul I. V březnu 2004 byly objednány nové čluny verze projektu 1241.8 se silnější výzbrojí. Objednávka zahrnovala dvě korvety postavené ruskou loděnicí Vympel (dodány v letech 2007–2008) a šest dalších sestavených ve vietnamské loděnici Ba Son s opcí na další čtyři.[3] Stavba vietnamských korvet byla zahájena roku 2010, přičemž v letech 2014–2015 do služby vstoupily čtyři korvety a další dvě budou spuštěny v roce 2016.[3]